# 1269
1269 (MCCLXIX) var ett normalår som började en tisdag i den julianska kalendern.

## Händelser
- Petrus de Dacia lämnar kyrkoskolan i Köln och börjar studera vid teologiska fakulteten i Paris.
- Petrus Peregrinus framför idéer om en magnetisk evighetsmaskin.

## Födda
- Henrik VII, tysk-romersk kejsare.

## Avlidna
- Liu Kezhuang, kinesisk poet.
- Aed Ó Finn, irländsk musiker.